# Magny-Cours
Magny-Cours este o comună în departamentul Nièvre din centrul Franței. În 2009 avea o populație de 1.451 de locuitori.

## Evoluția populației
| An        | 1975  | 1982  | 1990  | 1999  | 2006  | 2009  |
| --------- | ----- | ----- | ----- | ----- | ----- | ----- |
| Populație | 1.398 | 1.551 | 1.483 | 1.486 | 1.455 | 1.451 |

## Educație
- Institut supérieur de l'automobile et des transports